# 陆行鸟
陸行鳥（官方又譯為「巧可啵」）是史克威爾艾尼克斯最終幻想系列的虛構鳥類、吉祥物。和莫古利、仙人掌一樣有著很高的人氣。在2022年3月10日推出的任天堂Switch賽車遊戲《巧可啵GP 大賽車》被譯為巧可啵。

## 概要
在1988年发售的《最終幻想II》中首次登场。由開發最終幻想系列人員之一的石井浩一構思，亦有在《聖劍傳說》中登場。

## 特徵
基本特徵與鴕鳥差不多但有寬大的喙，無法飛行且奔跑速度快，可由人類馴化爲騎乘用交通工具(FF世界裡沒有馬這種生物)。帶有特殊的体臭以標示自己的生息領域，喜歡吃的食物為基薩爾野菜。
已知品種有最常見的黃色，以及紅色與黑色；最稀有的黑色陸行鳥是唯一能飛的品種。
陸行鳥騎乘中背景音樂會變換為專用的“陸行鳥的主題曲”。原作曲為植松伸夫，之外還存在有各種各樣的混音版本，且基本多以「○○○・de・陸行鳥」命名。
登場作品不同還經常出現在支線事件，迷你遊戲，甚至作爲召喚獸登場。不過都是作爲初級召喚獸登場故效果很低，偶爾會出現攻擊力較高的「胖陸行鳥」召喚攻擊。

## 外部連結
- chocobo.com （页面存档备份，存于） - 陸行鳥電子遊戲網站